# هورمونینگ
«هورمونینگ» (به انگلیسی: Hormoaning) آلبومی چندآهنگه (Ep) از نیروانا است که سال ۱۹۹۲ میلادی منتشر شد.